# Fernando Sanz Durán
Fernando Sanz Durán (Madrid, 4 de gener de 1974) és un exfutbolista madrileny. Va ser també president del Màlaga CF.

## Trajectòria
Format a les categories inferiors del Reial Madrid, primer va passar per una breu cessió a Xile, dins del Unión Española. De nou a Espanya, juga amb el filial blanc i el 1996 debuta amb el primer equip. Disputa fins a 13 partits d'eixa campanya de debut, la 95/96, i sis més a la següent.
Tot i ser fill del llavors president del Reial Madrid, Lorenzo Sanz, mai va arribar a ser titular. En eixa època, el seu club va guanyar la Copa d'Europa i la Intercontinental.
A l'inici de la temporada 99/00 deixa Madrid i marxa al Màlaga CF. Al club andalús té la titularitat i aconsegueix classificar-lo per a competicions europees. El 2006 deixa el futbol en actiu, amb 240 partits i 4 gols en les seves estadístiques.